# PAE Veria
El Veria Fútbol Club es un club de fútbol de la ciudad de Veria en Grecia. Fue fundado en 1960 cuando dos equipos locales (Hermes y Vermio) se fusionaron. Actualmente juega en la Beta Ethniki.